# Franz Schreker
Franz Schreker (originalmente  Schrecker) (Mónaco, 23 de marzo de 1878 - Berlín, 21 de marzo de 1934) fue un compositor y director de orquesta austríaco perseguido por el nacionalsocialismo debido a su origen judío. Schreker compuso básicamente óperas, de las que también escribía los libretos.
Por su estilo de composición es considerado un romántico tardío influenciado por la corriente wagneriana que impregnó la Europa de fines del siglo XIX, aunque también muestra elementos del expresionismo[cita requerida]. Disecciona con gran profundidad los elementos psíquicos de los protagonistas de sus óperas, en lo que muestra la influencia de Freud[cita requerida]. En la década de 1920 estaba considerado como uno de los mayores compositores alemanes de ópera después de Richard Wagner y sus óperas fueron incluso más representadas que las del mismo Richard Strauss. Prohibidas por los nazis como arte degenerado, sus obras cayeron en el olvido tras la II Guerra Mundial, aunque a comienzos del siglo XXI han experimentado un proceso de redescubrimiento.

## Biografía
Schreker fue el hijo mayor de Ignaz Schrecker, fotógrafo judío de la corte, y de Eleonore von Clossmann, miembro de la aristocracia católica de Estiria. Creció viajando por media Europa y, tras la muerte de su padre, la familia se trasladó de Linz a Viena (1888), donde en 1892, con la ayuda de una beca, Schreker entró en el Conservatorio. Comenzó con estudios de violín y se cambió a la clase de composición de Robert Fuchs y finalmente se graduó como compositor en 1900. Schreker comenzó a dirigir en 1895, cuando se fundó la «Verein der Musikfreunde Döbling». Después de graduarse en el conservatorio, pasó varios años en puestos de trabajo que le garantizaban la manuntención. En 1907 formó el «Philharmonic Chorus», una agrupación que dirigió hasta 1920. Entre los numerosas estrenos en que participó el coro destacan el Salmo XXIII de Zemlinsky y Friede auf Erden y Gurre-Lieder, de Schoenberg.
El éxito de su "pantomima" Der Geburtstag der Infantin, encargada por Grete Wiesenthal para la apertura de la Kunstschau de 1908 , atrajo la atención del medio musical. En 1912, la gran acogida de la ópera Der ferne Klang estableció, de la noche a la mañana, su fama y ese mismo año Schreker fue nombrado profesor de la Academia de Música de Viena. Este logro supuso el inicio de una década de gran éxito para el compositor. Su siguiente ópera, Das Spielwerk und Prinzessin, estrenada simultáneamente en Fráncfort del Meno y Viena (15 de marzo de 1913) no fue tan bien recibida, pero el escándalo que esta ópera causó en Viena hizo de Schreker un nombre ampliamente conocido.
El estallido de la Primera Guerra Mundial interrumpió durante algunos años el éxito del compositor, pero con el estreno de su ópera Die Gezeichneten (Fráncfort del Meno, 25 de abril de 1918) Schreker se convirtió en uno de los más destacados compositores contemporáneos de ópera. La primera representación de Der Schatzgräber (Fráncfort del Meno, 21 de enero de 1920) fue el punto álgido de su carrera, y en marzo de ese mismo año fue nombrado director de la «Hochschule für Musik» de Berlín. Entre 1920 y 1932 dio clases de música en una amplia una variedad de temas, teniendo como alumnos destacados a Alois Hába, Jascha Horenstein, Ernst Krenek, Artur Rodziński, Stefan Wolpe, y Grete Von Zieritz.
La fama e influencia de Schreker estaban en su apogeo durante los primeros años de la República de Weimar. La disminución de su fortuna artística se inició con el fracaso de Der singende Teufel (Berlín, 1928). Los acontecimientos políticos y la difusión del antisemitismo también fueron factores que contribuyeron a ello, y en los que se anunciaba el final de la carrera de Schreker. Manifestaciones de extrema derecha empañaron el estreno de Der Schmied von Gent (Berlín, 1932), y la presión del Partido Nacionalsocialista obligó a la cancelación del estreno previsto en Friburgo de su ópera Christophorus. Finalmente, en junio de 1932, Schreker perdió su puesto de Director de la «Musikhochschule» de Berlín y, al año siguiente, también su puesto como profesor de composición en la «Akademie der Künste». Después de sufrir en diciembre de 1933 un infarto cerebral, falleció el 21 de marzo, dos días antes de su 56 cumpleaños.
Schreker es ante todo un compositor de obras para la escena. A pesar de que se vio influenciado por otros compositores, como Richard Strauss y Richard Wagner, su estilo maduro muestra un lenguaje armónico muy personal, que se caracteriza por una combinación de tonalidad con cromatismo y pasajes politonales.

## Catálogo de obras
| Año     | Opus    | Obra | Tipo de obra              |
| ------- | ------- | --- | ------------------------- |
| -       | s. op.  | Night Interlude, para orquesta. | Música orquestal          |
| 1894    | s. op.  | Die Rosen und der Flieder (texto de Otto Gruppe), para voz y piano. | Música vocal (piano)      |
| 1895    | s. op.  | Des Meeres und der Liebe Wellen (texto de Richard Weitbrecht), para voz y piano. | Música vocal (piano)      |
| 1895    | s. op.  | Melodie, para piano. | Música solista (piano)    |
| 1896    | s. op.  | Allegro-Lied der Fiorina, para voz y piano. | Música vocal (piano)      |
| 1896    | s. op.  | Apassionata, para piano. | Música solista (piano)    |
| 1896    | s. op.  | Love Song, para orquesta de cuerda y arpa. | Música orquestal          |
| 1896    | s. op.  | Allegro - Lied der Fiorina, para voz y piano. | Música vocal (piano)      |
| 1897    | s. op.  | Liebeslieder - Zyklus von 5 Gesängen, para voz y piano. | Música vocal (piano)      |
| 1897    | s. op.  | Waldeinsamkeit (texto de Jens Peter Jacobsen), para voz y piano. | Música vocal (piano)      |
| 1897    | s. op.  | Überwunden (Texto de autor desconocido), para voz y piano. | Música vocal (piano)      |
| 1898    | s. op.  | Sonata for Violin and Piano. | Música instrumental (dúo) |
| 1898    | s. op.  | Auf dem Gottesacker, para coro mixto a 4 voces, a cappella. | Música coral (capella)    |
| 1898    | s. op.  | Schlehenblüte (texto de Rudolf Baumbach), para coro de voces graves a capela. | Música coral (capella)    |
| 1898    | s. op.  | Versunken (texto de Rudolf Baumbach), para coro de hombres a 4 voces, y piano. | Música coral (piano)      |
| 1898    | s. op.  | Der Holdestein (texto de Rudolf Baumbach), para coro mixto con soprano y bajo solistas, orquesta o piano. | Música vocal (orquesta)   |
| 1898    | s. op.  | Fünf Lieder aus den Mutterliedern (texto de Mia Holm), para voz y piano. [1. O Glocken, böse Glocken (luego en el opus 5).- 2. Kennt Ihr den Sturm .- 3. Heute Nacht, als ich so bange. - 4. Ich hab' in Sorgen.- 5. Durch die Fenster zitternd sacht.)                                                                                            | Música vocal (piano)      |
| 1898    | Opus 05 | Zwei Lieder auf den Tod eines Kindes, Op. 5 (texto de Mia Holm), para voz y piano. [1. O Glocken, böse Glocken.- 2. Dass er ganz ein Engel werde.] | Música vocal (piano)      |
| 1898-99 | s. op.  | Meereswogen (texto de Ernst Scherenberg), para coro mixto a capela (inconcluso). | Música coral (capella)    |
| 1898-99 | Opus 01 | Sinfonía a-moll, manuscrito, para gran, para orquesta. | Música orquestal          |
| 1899    | s. op.  | Scherzo, para orquesta. | Música orquestal          |
| 1899    | s. op.  | Drei Lieder von Vincenz Zusner, para voz y piano. [1. Ein Rosenblatt.- 2. Noch dasselbe Keimen.- 3. Vernichtet ist mein Lebensglück.] | Música vocal (piano)      |
| 1899    | s. op.  | König Tejas Begräbnis (texto de Felix Dahn), para coro de voces graves a 4 voces, con orquesta. | Música coral (orquesta)   |
| 1900    | s. op.  | Das hungernde Kind (textos del «Des Knaben Wunderhorn»), para voz y piano. | Música vocal (piano)      |
| 1900    | s. op.  | Auf die Nacht (texto de Paul Heyse), para voz y piano (incompleta). | Música vocal (piano)      |
| 1900    | Opus 03 | Fünf Gedichte von Paul Heyse, opus 3, para voz y piano. [1. In alten Tagen.- 2. Im Lenz.- 3. Das Glück.- 4. Es kommen Blätter.- 5. Umsonst.] | Música vocal (piano)      |
| 1900    | Opus 04 | Fünf Lieder, opus 4, para voz y piano [1. Frühling (Karl Freiherr von Lemayer).- 2. Unendliche Liebe (Tolstoy).- 3. Wohl fühl ich wie das Leben rinnt (Theodor Storm).- 4. Die Liebe als Recensentin (Julius Sturm).- 5. Lenzzauber (Ernst Scherenberg).].                                                                                         | Música vocal (piano)      |
| 1900    | Opus 06 | Psalm 116, para coro de voces blancas, a 3 voces, con orquesta y órgano. | Música coral (orquesta)   |
| 1900    | Opus 07 | Acht Lieder, opus 7, para voz y piano [1. Wiegenliedchen (Julius Sturm).- 2. Zu späte Reue (J. Sturm)- 3. Traum (Dora Leen).- 4. Spuk (D. Leen).- 5. Rosentod (D. Leen).- 6. Ach, noch so jung (Ernst Scherenberg).- 7. Rosengruss (E. Scherenberg).- 8. Lied des Harfenmädchens (Theodor Storm).].                                                | Música vocal (piano)      |
| 1900    | Opus 08 | Intermezzo-Satz, para orquesta de cuerda. | Música orquestal          |
| 1900    | s. op.  | Scherzo, para orquesta de cámara. | Música orquestal (cámara) |
| 1900    | s. op.  | Adagio in F, para piano. | Música solista (piano)    |
| 1901    | Opus 02 | Zwei Lieder, opus 2, para voz y piano [1. Sommerfäden (Dora Leen).- 2. Stimmen des Tages (Ferdinand von Saar).]. | Música vocal (piano)      |
| 1901    | Opus 09 | Zwei Walzer Impromptus, para piano. | Música solista (piano)    |
| 1901-02 | Opus 10 | Flammen [Llamas], ópera. (Estreno: Viena 1902 (versión de concierto). | Música de ópera           |
| 1902    | Opus 11 | Schwanengesang (texto de Dora Leen), para coro mixto y orquesta. | Música coral (orquesta)   |
| 1902    | Opus 14 | Romantische Suite para piano a 4 manos (orquestada 1903). | Música solista (pianos)   |
| 1902    | s. op.  | Gesang der Armen im Winter (texto de Ferdinand von Saar), para coro mixto a capela. | Música coral (capella)    |
| 1902    | s. op.  | Ave Maria, para voz y piano. | Música vocal (piano)      |
| 1902-03 | Opus 12 | Ekkehard, Op. 12. Obertura sinfónica para gran orquesta y órgano. | Música orquestal          |
| 1903-04 | Opus 15 | Phantastische Ouvertüre, para orquesta. | Música orquestal          |
| 1903-10 | s. op.  | Der ferne Klang [El sonido lejano], ópera (Estreno: Fráncfort del Meno 1912). | Música de ópera           |
| 1906    | s. op.  | Vergangenheit (texto de Nikolaus Lenau), para coro mixto a 4 voces a capela. | Música coral (capella)    |
| 1908    | s. op.  | Festwalzer und Walzerintermezzo, para orquesta. | Música orquestal          |
| 1908    | s. op.  | Der Geburtstag der Infantin [El cumpleaños de la infanta] (Oscar Wilde) (ballet, Viena 1908) (revisión para gran orquesta, de 1923). | Música de ballet          |
| 1908    | s. op.  | Valse lente, para orquesta. | Música orquestal          |
| 1908-09 | s. op.  | Ein Tanzspiel (Rokoko), ballet para orquesta. | Música de ballet          |
| 1909    | s. op.  | Entführung (texto de Stefan George) para voz y piano. | Música vocal (piano)      |
| 1909    | s. op.  | Fünf Gesänge für Alt (versión orquestal de 1922), para voz y piano [1. Ich frag nach dir jedwede Morgensonne (de «The Arabian Nights»).- 2. Dies aber kann mein Sehnen nimmer fassen (Edith Ronsperger).- 3. Die Dunkelheit sinkt schwer wie Blei (E. Ronsperger).- 4. Sie sind so schön (E. Ronsperger).- 5. Eins gibt ein Tag (E. Ronsperger).]. | Música vocal (piano)      |
| 1909    | s. op.  | Der Wind for violin, cello, clarinet, horn, piano. | Música instrumental       |
| 1909-12 | s. op.  | Das Spielwerk und die Prinzessin [La caja de música y la princesa] 2 actos y un prólogo, ópera. (Estreno simultáneo en Fráncfort del Meno y Viena el 15 de marzo de 1913) | Música de ópera           |
| 1913    | s. op.  | Vorspiel zu einem Drama (Preludio para un drama), para orquesta. | Música orquestal          |
| 1913-15 | s. op.  | Die Gezeichneten [Los condenados o Los designados], ópera. (Estreno, Fráncfort del Meno, 25 de abril de 1918) | Música de ópera           |
| 1915    | s. op.  | Das feurige Männlein (texto de Alfons Petzold), para voz y piano. | Música vocal (piano)      |
| 1915    | s. op.  | Das Spielwerk (1 Acto), ópera. (Estreno: Múnich 1920, dirigido por Bruno Walter) | Música de ópera           |
| 1915-18 | s. op.  | Der Schatzgräber [El buscador de tesoros], ópera (Estreno, Fráncfort del Meno, 21 de enero de 1920). | Música de ópera           |
| 1916    | s. op.  | Orquestación de Two Songs (Hugo Wolf), para orquesta. | Música orquestal          |
| 1916    | s. op.  | Kammersinfonie, para 23 instrumentos solistas. | Música orquestal          |
| 1916    | s. op.  | Chamber Symphony, para orquesta. | Música orquestal          |
| 1917    | s. op.  | Sinfonietta (Arr. de la «Kammersymphonie» para 23 instrumentos solistas), para orquesta. | Música orquestal          |
| 1919    | s. op.  | Und wie mag die Liebe (texto de Rainer Maria Rilke), para voz y piano. | Música vocal (piano)      |
| 1919-22 | s. op.  | Irrelohe, ópera. (Estreno: Colonia 1924, dirigida por Otto Klemperer). | Música de ópera           |
| 1923    | s. op.  | Zwei lyrische Gesänge, para soprano/tenor y piano (orquestados como «Vom ewigen Leben», 1927) (texto de Walt Whitman), para voz y piano [1. Wurzeln und Halme.- 2. Ein Kind sagte.]. | Música vocal (piano)      |
| 1924    | s. op.  | Der Singende Teufel [El diablo cantante] (rev. 1927/28), ópera (Berlín, 1928, dirigida por Erich Kleiber). | Música de ópera           |
| 1926-29 | s. op.  | Zwei Iyrische Gesänge (W. Whitman). | Música vocal (piano)      |
| 1927    | s. op.  | Spanisches Fest. Ballet para orquesta (revisión de «Der Geburtstag der Infantin»). | Música de ballet          |
| 1928    | s. op.  | Kleine Suite, para pequeña orquesta. | Música orquestal          |
| 1924-28 | s. op.  | Christophorus, ópera (Estreno: Friburgo, 1978). | Música de ópera           |
| 1929-32 | s. op.  | Vier kleine Stücke, para gran orquesta. | Música orquestal          |
| 1929-32 | s. op.  | Der Schmied von Gent [El herrero de Gante], ópera. (Berlín, 1932) | Música de ópera           |
| 1932-33 | s. op.  | Das Weib des Intapbernes [La mujer de Intaphernes], melodrama para narradora y orquesta. | Música de teatro          |
| 1933    | s. op.  | Orquestación de Second Hungarian Rhapsody (Liszt), para orquesta. | Música orquestal          |
| 1933    | s. op.  | Prelude to "Memnon" (manuscrito, preludio de una gran opera). | Música orquestal          |